# Onderwijsstelsel in Portugal
Het onderwijsstelsel in Portugal wordt door de staat geregeld via het ministerie van Onderwijs en het ministerie van Wetenschap, Technologie en Hoger Onderwijs. Het onderwijssysteem is verdeeld in drie fasen: Ensino básico (basis/eerste onderwijs), Ensino secundário (secundair onderwijs) en Ensino superior (hoger onderwijs).

## Algemeen
In Portugal duurt de leerplicht van 6 jaar tot de 9e klas. Daarna volgen nog drie verplichte jaren om het baccalaureaat of een beroepsopleiding te kunnen volgen. Elk schooljaar is verdeeld in drie perioden:
- 1e periode: ~ 10 september tot 14 december.
- 2e periode: ~ van 3 januari tot de laatste twee weken voor de paasvakantie.
- 3e periode: dinsdag na de paasvakantie tot half juni.

Het alfabetismecijfer voor volwassenen bedraagt officieel 96 %. Dit is een enorme stijging ten opzichte van 1975, toen het cijfer 55 % bedroeg. In 1981 waren van de totale bevolking van Portugal (ongeveer 8,5 miljoen) er ongeveer 1,7 miljoen (20%) analfabeet, waarvan meer dan 1 miljoen vrouwen (59 %) en 700.000 mannen (41 %). Dit is sindsdien consequent aangepakt als het grootste probleem.
Bij de eerste PISA-onderzoeken in 2000 stond Portugal onderaan de lijst. Het scoort nu (2018) 492, iets boven het OESO-gemiddelde (489) en zelfs boven het rijkere buurland Spanje (481).
Slechts 4 procent van de leerlingen gaat nog naar door de staat gefinancierde openbare scholen, bijna 83 procent naar openbare scholen en de overige 13 procent naar particuliere instellingen die uitsluitend door de ouders worden betaald. De rooms-katholieke kerk in Portugal heeft nog steeds honderden scholen en de Universidade Católica Portuguesa (opgericht in 1968) met faculteiten in Lissabon en Braga. Het voorziet ook in godsdienstonderwijs op openbare scholen volgens het Concordaat van 2004, maar alleen met toestemming. Toch is dit controversieel in Portugal, zoals blijkt uit een stap uit 2017 van de voorzitter van de Commissie voor Godsdienstvrijheid en voormalig minister van Justitie Vera Jardim. Hij wilde het vervangen door burgerschapsonderwijs.

## Geschiedenis
Reeds in 1290 stichtte de Portugese koning Dionysius (Dom Dinis) de universiteit van Coimbra, die eeuwenlang het wetenschappelijk centrum bleef. Het onderwijs was volledig in handen van de kerk, de jezuïetenorde domineerde het hoger onderwijs, vanaf 1599 met inbegrip van de school in Portimão, gesticht door de latere grootinquisiteur Fernando Martins de Mascarenhas, of in Funchal (Madeira) en Ponta Delgada (Azoren). Een belangrijk filosoof en leraar was Pedro da Fonseca (1528-1599), die doceerde aan de Jezuïetenuniversiteit in Évora. Pedro Nunes doceerde wiskunde in Coimbra, en zijn leerling was de Duitser Christoph Clavius, die een belangrijke rol speelde bij de kalenderhervorming van paus Gregorius. De Jezuïeten stichtten ook overzeese scholen, in Madeira, Goa en Brazilië. Ze waren minder geïnteresseerd in volksopvoeding. Marques de Pombal stichtte in het midden van de 18e eeuw een handelsschool (Aula de Comercio) in Lissabon en een zeevaartschool (Aula de Nautica) in Porto.
Na de liberale revolutie van 1820 werd tussen 1832 en 1837 verplicht onderwijs met gratis schoolgeld voor een drie- tot vierjarige lagere school ingevoerd, maar dit werd nauwelijks gehandhaafd. Particuliere gymnasia stelden de kinderen van de rijkere klassen in staat om academisch te studeren in Lissabon, Coimbra en Porto. In 1910 werd het basis- en lager onderwijs gereorganiseerd en werd de lerarenopleiding geprofessionaliseerd. De gemeenten moesten betalen voor schoolgebouwen en uitrusting, wat op het platteland nauwelijks mogelijk was. In 1926/27, bij het einde van de Republiek, werd het schoolsysteem opnieuw geherstructureerd. De leerplicht werd beperkt tot vier jaar. Onder Antonio Salazar werd slechts langzaam vooruitgang geboekt: in 1930 werd de leerplicht om economische redenen teruggebracht tot drie jaar; in 1956 werd de leerplicht gedifferentieerd: vier jaar voor jongens en drie jaar voor meisjes; in 1960 werd de leerplicht voor beide geslachten vastgesteld op vier jaar; officieel werd de leerplicht verlengd tot zes jaar, maar alleen in de steden werd deze door de ouders gedeeltelijk aanvaard.

## Structuur van het onderwijsstelsel
| Onderwijsstelsel in Portugal          | Onderwijsstelsel in Portugal                      | Onderwijsstelsel in Portugal                      |
| ------------------------------------- | ------------------------------------------------- | ------------------------------------------------- |
| Ensino secundário Secundair onderwijs | 12.° ano + Exame 12.° (= Jaar 12 + baccalaureaat) | 12.° ano + Exame 12.° (= Jaar 12 + baccalaureaat) |
| Ensino secundário Secundair onderwijs | 11.° ano                                          |                                                   |
| Ensino secundário Secundair onderwijs | 10.° ano                                          |                                                   |
| Ensino básico Basisonderwijs          | 3.° ciclo 3e cyclus                               | 9.° ano                                           |
| Ensino básico Basisonderwijs          | 3.° ciclo 3e cyclus                               | 8.° ano                                           |
| Ensino básico Basisonderwijs          | 3.° ciclo 3e cyclus                               | 7.° ano                                           |
| Ensino básico Basisonderwijs          | 2.° ciclo 2e cyclus                               | 6.° ano                                           |
| Ensino básico Basisonderwijs          | 2.° ciclo 2e cyclus                               | 5.° ano                                           |
| Ensino básico Basisonderwijs          | 1.° ciclo 1e cyclus                               | 4.° ano                                           |
| Ensino básico Basisonderwijs          | 1.° ciclo 1e cyclus                               | 3.° ano                                           |
| Ensino básico Basisonderwijs          | 1.° ciclo 1e cyclus                               | 2.° ano                                           |
| Ensino básico Basisonderwijs          | 1.° ciclo 1e cyclus                               | 1.° ano                                           |

## Basisopleiding
Het basisonderwijs is verdeeld in drie cycli: 1e cyclus (1.º ciclo), 2e cyclus (2.º ciclo) en 3e cyclus (3.º ciclo).

### 1e cyclus
De vakken zijn wiskunde, Portugees, Engels (eerste vreemde taal), kunst en lichamelijke opvoeding. Andere verplichte lessen die door openbare lagere scholen in Portugal worden aangeboden, zijn studiehulp/opdrachten.

### 2e cyclus
Vanaf cyclus 2 worden de leerlingen beoordeeld op een niet-lineaire schaal van 1 tot 5, waarbij elke score overeenkomt met een van de percentages in de onderstaande tabel:
Onderwezen vakken in de tweede cyclus zijn:
- Portugees
- Engels
- Wiskunde
- Natuurwetenschappen
- Technologisch Onderwijs (Informatica)
- Geschiedenis en geografie van Portugal
- Beeldende vorming (kunstlessen)
- Muziek
- Lichamelijke Opvoeding
- Morele opvoeding of godsdienstonderwijs (keuzevak)

Elke openbare school moet een bepaald aantal uren huiswerkbegeleiding bieden.

### 3e cyclus
Onderwezen vakken in de derde cyclus zijn:
- Portugees
- Engels
- 2e vreemde taal*
- Wiskunde
- Natuurwetenschappen
- Natuurkunde/Scheikunde
- Geschiedenis en algemene geografie
- Muziek
- Technologisch onderwijs (informatica)
- Beeldende vorming (kunstlessen)
- Lichamelijke opvoeding
- Morele opvoeding of godsdienstonderwijs (facultatieve cursus)

*De tweede vreemde taal kan vrij door de leerling worden gekozen. Het kan een van de volgende talen zijn:
- Spaans
- Frans
- Duits

### Tests en examens
In de 1e cyclus (1.º ciclo) lopen de beoordelingen van "Insuficiente" (onvoldoende/niet voldoende) tot "Excelente/Muito bom" (uitstekend). (Er is geen puntensysteem)
|              | Beoordeling                               | Final Noot |
| ------------ | ----------------------------------------- | ---------- |
| 0 % – 19 %   | Insuficiente (onvoldoende/niet voldoende) | 1          |
| 20 % – 49 %  | Insuficiente (onvoldoende/niet voldoende) | 2          |
| 50 % – 69 %  | Satisfatório (voldoende)                  | 3          |
| 70 % – 89 %  | Bom (goed)                                | 4          |
| 90 % – 100 % | Muito bom (zeer goed/uitmuntend)          | 5          |

In de derde cyclus worden de leerlingen van groep 8 beoordeeld door middel van benchmarkingtests voor wiskunde en Portugees. Deze twee tests vinden gewoonlijk plaats in juli.
In graad 9 worden de leerlingen beoordeeld via de nationale examens Portugees en Wiskunde. Bij dit examen wordt, in tegenstelling tot bij de plaatsingstoetsen, een gemiddelde genomen van de cijfers van de leerlingen voor het jaar.

## Vreemde talen onderwijzen
Uit een zelfevaluatie van de Portugese taalvaardigheden in 2011 bleek dat 27% van hen één vreemde taal kende, 21% twee vreemde talen en 12% drie vreemde talen.
Sinds 2005 is het verplicht Engels te onderwijzen vanaf het tweede jaar van de lagere school. Vanaf de tweede cyclus wordt Engels bijna universeel als eerste vreemde taal gekozen. Scholen bieden zelden andere talen aan.
Sinds 2004 is het leren van een tweede vreemde taal verplicht vanaf de derde cyclus. In de meeste gevallen wordt Frans gekozen, gevolgd door Spaans (Castiliaans). Duits is het minst populair bij de leerlingen.

## Secundair onderwijs: 10e, 11e en 12e graad
In het secundair onderwijs moeten de leerlingen kiezen tussen een van de volgende opties:
- Cursos Científico-Humanísticos (Wetenschappelijk-Menselijke Cursussen).
- Cursos com Planos Próprios (Cursussen met eigen plannen)
- Cursos Artísticos Especializados (Gespecialiseerde cursussen voor kunstenaars)
- Cursos Profissionais (Beroepsopleidingen)
- Ensino Secundário na Modalidade de Ensino Recorrente (Secundair onderwijs in herhalingsmodus)
- Cursos Vocacionais (Beroepsopleidingen)

Van de zes opties zijn 1 en 4 de meest gekozen opties.
Het secundair onderwijs is anders georganiseerd. Aangezien het om pre-universitair onderwijs gaat, moeten de leerlingen een profiel kiezen. De evaluatie gebeurt nu op een lineaire schaal van 1 tot 20 waarden (ook met decimale waarden, bv. 10,1 of 18,3)...

### Cursos Científico-Humanísticos
De cursussen wetenschappen-menswetenschappen (cursos Científico-Humanísticos) vormen een onderwijsaanbod dat op een hoger niveau is gericht. Ze zijn bedoeld voor leerlingen die Grade 9 of een equivalent daarvan hebben voltooid en duren drie schooljaren, overeenkomend met Grade 10, 11 en 12. Aan het eind wordt een diploma de conclusão do Ensino Secundário (=Diploma van Graad 12/Baccalaureaat) uitgereikt.
Er zijn vier natuurwetenschappelijke en geesteswetenschappelijke vakken:
1. Cursus Wetenschap en Technologie (voorheen Wetenschappelijk-Natuurwetenschappen);
2. Kunst cursus;
3. Cursus Sociaal-Economische Wetenschappen (voorheen Cursus Economie);
4. Cursus Talen en Geesteswetenschappen.

De curricula van de cursussen integreren:
- het onderdeel algemene vorming dat alle vier de opleidingen gemeen hebben en dat moet bijdragen tot de vorming van de persoonlijke, sociale en culturele identiteit van jongeren. Het bestaat uit de volgende vakken:

1. Portugees;
2. Vreemde taal I (Engels)
3. Vreemde taal II of III (Duits, Spaans, of Frans);
4. Filosofie;
5. Lichamelijke opvoeding.

Het onderdeel specifieke opleiding, dat gericht is op het verstrekken van een wetenschappelijke opleiding op het gebied van de desbetreffende cursus. De onderwerpen van deze opleiding hangen af van de cursus in kwestie:
- Een verplichte driejarige opleiding (10e, 11e en 12e jaar);
- Twee tweejaarlijkse vakken (10e en 11e jaar) te kiezen uit de voor elke studierichting beschikbare keuzemogelijkheden, die beide verplicht aan de studierichting verbonden moeten zijn;
- Twee jaarvakken (jaar 12) te kiezen uit de keuzemogelijkheden in elke studierichting.
- Morele en religieuze opvoeding, die facultatief kan worden gevolgd.

#### Exames Nacionais
Nationale Examens
Studenten in de natuurwetenschappelijke en geesteswetenschappelijke programma's moeten vier nationale examens afleggen:
- In de elfde klas:
  - Over twee tweejaarlijkse vakken van het specifieke onderwijsonderdeel of over een van de tweejaarlijkse vakken van het specifieke onderwijsonderdeel en over het onderdeel filosofie van het algemene onderwijsonderdeel, naar keuze van de student.
- In jaar 12:
  - Portugees + vakken van drie jaar (vreemde taal I, II of III (Duits, Spaans, Frans of Engels); filosofie; lichamelijke opvoeding).

Deze nationale examens worden met een gewicht van 30% in aanmerking genomen bij de berekening van de eindklassering van het vak. De resterende 70% wordt bepaald door het gewone rekenkundige gemiddelde van de cijfers die zijn behaald in de 2/3 jaar gedurende welke de leerling het vak in kwestie heeft gestudeerd.
Voor toegang tot het hoger onderwijs zijn reeds op de middelbare school afgelegde examens vereist en is het niet nodig extra toelatingsexamens af te leggen.

### Cursos Profissionais
Het beroepsonderwijs (cursos Profissionais) in Portugal valt onder de verantwoordelijkheid van de Agência Nacional para a Qualificação e o Ensino Profissional, I.P.
De beroepsopleidingen, die gekenmerkt worden door een sterke band met de beroepswereld, vormen een onderwijsaanbod dat gericht is op de ontwikkeling van vaardigheden voor de uitoefening van een beroep dat verband houdt met de plaatselijke economische sector.
Over het algemeen worden zij geschikter geacht voor studenten die een meer praktische en op de arbeidsmarkt gerichte opleiding zoeken, terwijl zij anderzijds de mogelijkheid om verder te studeren niet uitsluiten.
Het leerplan bestaat uit drie onderwijscomponenten, waarin de aangegeven onderwerpen zijn opgenomen:
Sociocultureel:
- Portugees
- Vreemde taal I, II of III (Duits, Spaans, Frans of Engels);
- Informatica lessen;
- Lichamelijke opvoeding.

Wetenschappelijk:
- 2 tot 3 vakken (op het betreffende gebied van onderwijs).

Technisch:
- 3 tot 4 proefpersonen (in het betreffende trainingsgebied).

Deze cursussen worden afgesloten met de presentatie van een project, de Prova de Aptidão Profissional (PAP), waarin de studenten de tijdens de opleiding ontwikkelde vaardigheden en kennis demonstreren.
De beroepsopleidingen zijn verdeeld over 39 opleidingsgebieden, die op de website van het ANQEP zijn vermeld.

## Hoger onderwijs
In Portugal zijn er staats- en particuliere universiteiten (universidades) en staats- en particuliere universiteiten voor toegepaste wetenschappen (escolas politécnicas). Collegegeld is gebruikelijk – minder aan staatsscholen dan aan privé-scholen, en het varieert ook naargelang van het vak. Naast het inschrijvingsgeld aan de universiteit of hogeschool zijn er vergoedingen voor de uitreiking van certificaten en diploma's (propinas). Er is een sollicitatieprocedure in handen van de universiteiten; het middelbareschooldiploma alleen is onvoldoende. Het hoger onderwijs in Portugal is verdeeld in twee hoofdtypen:

### Universitair hoger onderwijs
Het universitair onderwijs is gericht op onderzoek en het scheppen van wetenschappelijke en culturele kennis.
| Doutoramento (Doctoraat) 3 jaar of meer |
| Maestrado (Meester) 1-2 jaar            |
| Licenciatura (Bachelordiploma) 2-3 jaar |

### Polytechnisch Hoger Onderwijs
De polytechnische opleiding is op toegepast onderzoek en het ontwikkelen van toepasbare kennis ingericht.
| Maestrado (Meester) 1-2 jaar            |
| Licenciatura (Bachelordiploma) 2-3 jaar |